# Breed of the Border (film, 1933)
Pour l’article homonyme, voir Breed of the Border.
Pour plus de détails, voir Fiche technique et Distribution.
Breed of the Border est un western américain réalisé par Robert N. Bradbury et sorti en 1933.

## Fiche technique
- Réalisation : Robert N. Bradbury
- Scénario : Harry L. Fraser
- Producteur : 	Paul Malvern
- Montage : Carl Pierson
- Production : Trem Carr Pictures
- Distributeur : Monogram Pictures[1]
- Durée : 60 minutes
- Date de sortie : 1er mars 1933

## Distribution
- Bob Steele : Speed Brent
- Marion Byron : Sonia Bedford
- Ernie Adams : Joe the Killer
- George "Gabby" Hayes : Chuck Wiggins
- Henry Roquemore : Dutch Krause
- Fred Cavens : Mike
- John Elliott : Judge Stafford
- Perry Murdock : Red, a Henchman
- Bob Card : Spud, a Henchman
- Horace B. Carpenter : Dr. Bates
- Joe Dominguez : Pedro
- Jack Evans : Dugan - Barfly
- Herman Hack : Barfly
- Ray Jones : Saloon Brawler
- William McCall : Barfly
- George Morrell : Barfly
- Fred Parker : Barfly
- Hal Price : Border Inspector
- Blackie Whiteford : Saloon Brawler